# 九州殊口增二
波江座32，又名BD-03 631，HD 24554、SAO 130805、HR 1211，是波江座的一颗恒星，视星等为6.14，位于銀經192.09，銀緯-40.1，其B1900.0坐标为赤經3h 49m 16s，赤緯-3° -40.1′ 54″。